# Warren, Pennsylvania
Warren är administrativ huvudort i Warren County i delstaten Pennsylvania. Orten har fått sitt namn efter militären Joseph Warren som stupade i slaget vid Bunker Hill. Enligt 2010 års folkräkning hade Warren 9 710 invånare.

## Kända personer från Warren
- William E. Stevenson, politiker